# The Rocky Horror Picture Show
The Rocky Horror Picture Show es una película británico-estadounidense dirigida en 1975 por Jim Sharman. Está basada en el musical The Rocky Horror Show, de Richard O'Brien. Trata sobre una pareja de recién prometidos quienes, tras una avería en su coche, se ven obligados a pasar la noche en la aislada mansión del Doctor Frank-N-Furter, quien celebra una convención de transilvanianos con motivo de la creación de su criatura, Rocky Horror, un hombre perfecto cuyo "medio" cerebro pertenece a un delincuente juvenil.
La película es, en sí misma, un musical rock que honra y, al mismo tiempo, satiriza las películas de ciencia ficción y terror, en particular las producciones en blanco y negro de la RKO de entre las décadas de 1950 y 1960. Desde su estreno no tardó en convertirse en una película de culto y todavía se exhibe en cines de todo el mundo donde se montan fiestas temáticas y espectáculos en torno a la película.
En 2005 The Rocky Horror Picture Show fue considerada «cultural, histórica y estéticamente significativa» por la Biblioteca del Congreso de Estados Unidos y seleccionada para su preservación en el National Film Registry.

## Argumento

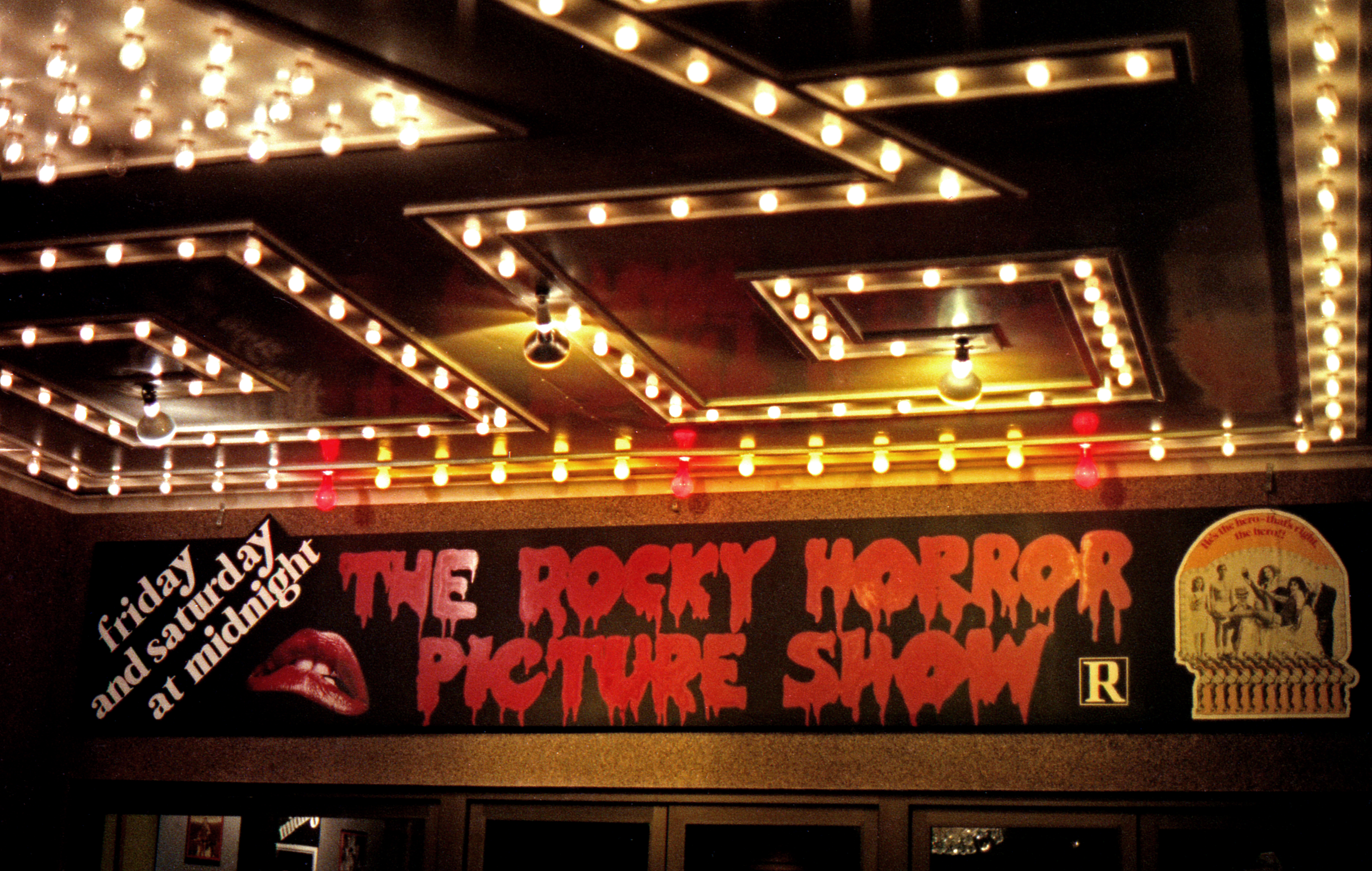
Estreno de la película en el UA Cinema de Merced, California (19 de enero de 1978)

La historia, narrada por El Criminólogo, cuenta cómo Brad Majors y Janet Weiss, después de una propuesta de matrimonio por parte de Brad, van a buscar a su viejo amigo y antiguo profesor, el Dr. Everett V. Scott.
En el camino se les avería una rueda del coche por lo que van a pedir ayuda a un castillo que han visto. Allí los recibe su mayordomo Riff Raff. Luego conocen a su hermana Magenta, a una groupie llamada Columbia y 18 Transilvanos que encuentran bailando el Time Warp (una tradición del planeta Transexual, en la galaxia de Transilvania) para celebrar La Convención Anual Transilvana.
Después se presenta el Dr. Frank-N-Furter, un exótico científico travesti. Aprovechando la ocasión, les lleva a todos a su laboratorio y les muestra a su creación, Rocky Horror, un atractivo y musculoso hombre rubio. Mientras celebran el nacimiento de este, sale del descongelador Eddie, el amante de Columbia y donante parcial de cerebro de Rocky. Frank acorrala y mata a Eddie con un pico para después salir del laboratorio con Rocky en dirección a una oscura suite nupcial.
A Brad y Janet se les conduce a sus habitaciones separadas, y el anfitrión entra en la habitación de Janet haciéndose pasar por Brad para tener sexo con ella. Aunque Janet descubre el engaño, Frank la convence para que se acueste con él. Después Frank realiza el mismo truco en la habitación del novio, haciéndose pasar por Janet para hacer el amor con él y, aunque descubre que se trata realmente de Frank, mantienen relaciones. Mientras tanto Janet, que ha salido a buscar a su novio afectada por lo que ha hecho, descubre a Brad en la cama con Frank a través de un monitor. Descubre entonces a Rocky que se está escondiendo de Riff Raff, quien ha estado atormentándolo. Janet cura sus heridas y al ver que Brad también la ha engañado se acuesta con él.
El Dr. Everett V. Scott entra en el castillo, para buscar a su sobrino Eddie. Puesto que Janet y Brad conocen al Dr. Scott, que en realidad investiga los fenómenos relacionados con los ovnis para el gobierno, Frank desconfía ahora de ellos. Todos encuentran a Janet durmiendo con Rocky, pero la cena ya está preparada, por lo que van a comer. Durante la cena Frank les muestra el cadáver de Eddie y Janet se refugia en los brazos de Rocky, lo que desemboca en una persecución en la que finalmente Frank convierte en estatuas a Brad, al Dr Scott, a Janet, a Columbia y a Rocky.
Entonces son obligados a participar en un espectáculo de cabaret vestidos como transexuales, para terminar besándose apasionadamente en una piscina. La fiesta la interrumpen Riff-Raff y Magenta, que están preparados para volver al planeta Transexual en la galaxia Transilvania. Matan a Columbia, Frank y Rocky y liberan al Dr Scott, a Brad y a Janet, para después elevarse por los aires con todo el castillo para volver a su planeta.
El narrador concluye la historia diciendo que los humanos son solo insectos arrastrándose por la superficie del planeta.

## Lugares de filmación

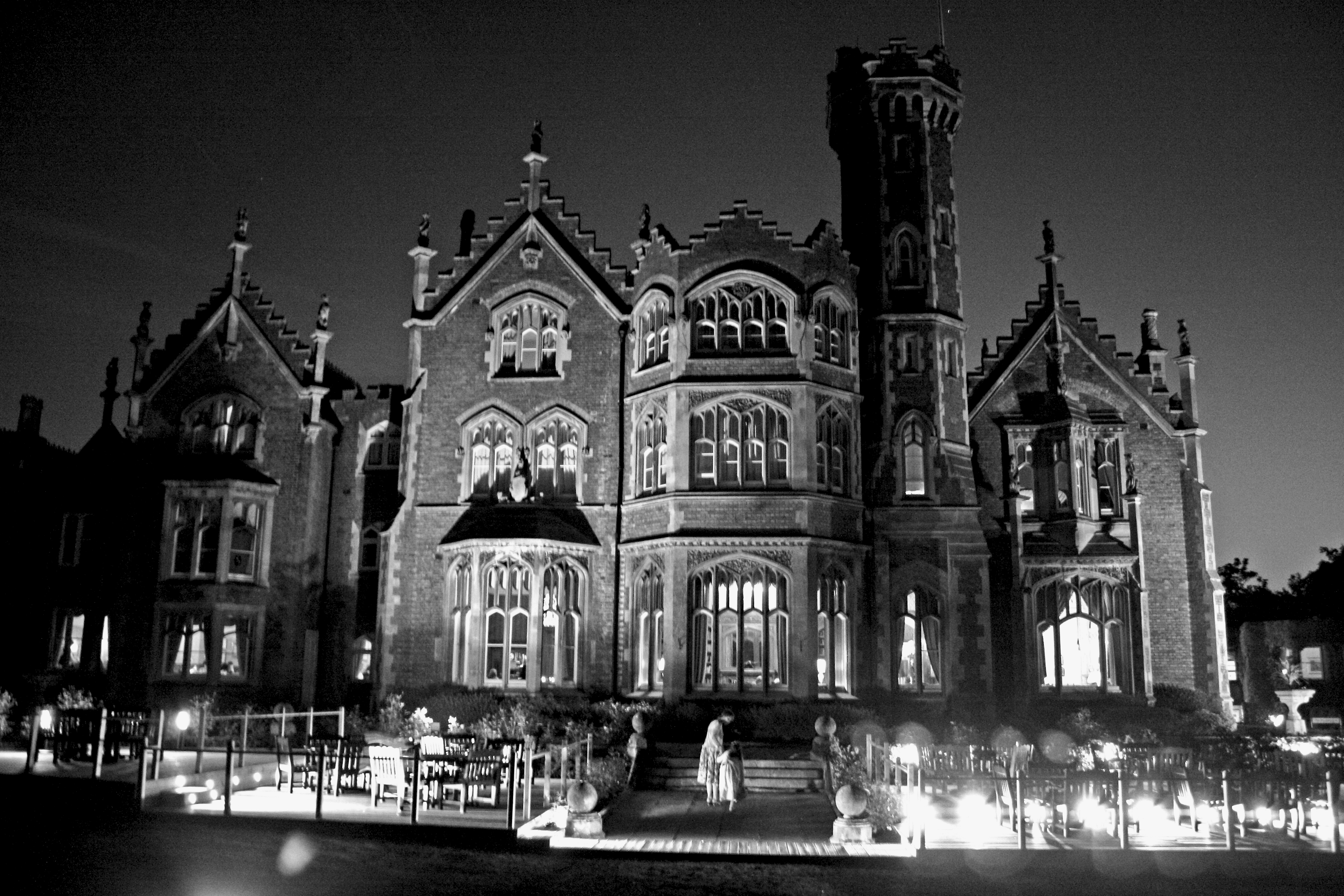
El Oakley Court sirvió como exterior del castillo.

- Berkshire, Inglaterra, Reino Unido: Exterior de la iglesia:
- Oakley Court, Windsor Road, Oakley Green, Windsor, Berkshire, Inglaterra, Reino Unido: Exterior del castillo; Estudio del criminólogo; Habitación de Brad y Janet; Habitación de Columbia y Magenta; Comedor; Corredor y escaleras.
- Bray Studios, Down Place, Oakley Green, Berkshire, Inglaterra, Reino Unido.

## Reparto
- Tim Curry como Dr. Frank-N-Furter
- Susan Sarandon como Janet Weiss
- Barry Bostwick como Brad Majors
- Richard O'Brien como Riff Raff
- Patricia Quinn como Magenta
- Nell Campbell como Columbia

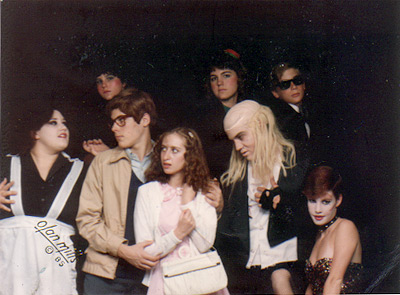
Actores imitando a los personajes de la película.

- Jonathan Adams como Dr. Everett V. Scott
- Peter Hinwood como Rocky Horror
- Meat Loaf como Eddie
- Charles Gray como El criminólogo

## Participación de la audiencia
Tradicionalmente, una representación de la película suele ir aderezada por la participación de la audiencia. Esto significa que puede haber un grupo de actores que representan las escenas musicales delante de la pantalla de proyección, contando con la complicidad del público para hacer chistes y provocar escenas cómicas.
El público contribuye con un conjunto de objetos (props) que se utilizan en un momento determinado de la proyección. Estos 'props' (en español "elementos de utilería") pueden entregarse a la entrada o, más a menudo, se supone que el público llega a la sala con su propia colección.
Lista de props más utilizados:

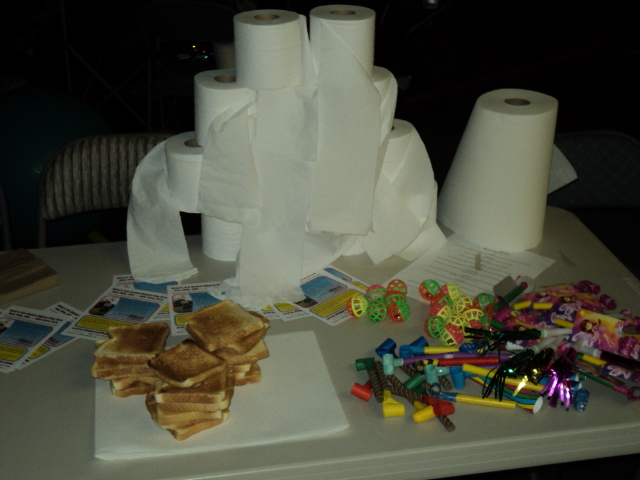
Algunos de los "props" usados por la audiencia en una proyección de la película.

- Globo: Revienta un globo cuando los labios digan: "But when worlds collide".
- Arroz: Tira arroz cuando, en la boda de Ralph Hapschatt y Betty Munroe, salgan los novios de la iglesia.
- Periódico: Cuando Brad y Janet salgan del coche averiado en busca de un teléfono, cúbrete la cabeza con el periódico.
- Pistolas de agua: Simula la tormenta cuando Brad y Janet salgan del coche.
- Linterna: Enciéndela cuando Brad y Janet canten There's a light.
- Carracas y matasuegras: Ensordece a la audiencia tal y como lo hacen los transilvanos cuando Frank les explica su descubrimiento.
- Guantes de goma: Mientras Frank presenta a su criatura chasquea tres veces los guantes, al mismo tiempo que lo hace él.
- Confeti: Utilízalo junto a los transilvanos cuando Rocky y Frank se dirigen a su "suite nupcial".
- Papel higiénico: Tíralo por los aires cuando Brad exclame "Great Scott!" una vez que el profesor Scott ha atravesado la pared.
- Gorrito de fiesta: Póntelo cuando Frank le cante "Cumpleaños feliz" a Rocky.
- Campanilla: Hazla sonar cuando Frank diga "Did you hear a bell ring?" durante la canción Planet Schmannet.
- Cartas: Durante la canción I'm going home, tira las cartas cuando Frank diga: "Cards for sorrow, cards for pain".

## Números musicales
| Canción                                    | Traducción                                    | Cantantes                                                                 | Escena                                                         |
| ------------------------------------------ | --------------------------------------------- | ------------------------------------------------------------------------- | -------------------------------------------------------------- |
| "Science Fiction/Double Feature"           | "Ciencia ficción, doble función"              | Richard O'Brien (los labios son los de Patricia Quinn)                    | Créditos                                                       |
| "Dammit, Janet"                            | "Maldita sea, Janet"                          | Brad, Janet (Riff-Raff, Magenta, Columbia)                                | En la iglesia de Denton                                        |
| "Over at the Frankenstein Place"           | "En la casa de Frankenstein"                  | Brad, Janet (Riff-Raff, Coro)                                             | En una carretera, En una ventana del castillo (Una habitación) |
| "The Time Warp"                            | "La deformación del tiempo"                   | Riff-Raff, Magenta, Columbia (Criminólogo, Transilvanos)                  | Salón de baile del castillo, Oficina del criminólogo           |
| "Sweet Transvestite"                       | "Dulce travesti"                              | Frank N. Furter (Riff-Raff, Magenta, Columbia, Brad, Janet, Transilvanos) | Salón de baile del castillo                                    |
| "The Sword of Damocles"                    | "La espada de Damocles"                       | Rocky (Riff-Raff, Magenta, Columbia, Transilvanos)                        | El laboratorio                                                 |
| "I Can Make You a Man"                     | "Puedo convertirte en un hombre"              | Frank N. Furter (Transilvanos)                                            | El laboratorio                                                 |
| "Hot Patootie, Bless My Soul"              | "Chica guapa, bendice mi alma"                | Eddie (Transilvanos)                                                      | El laboratorio                                                 |
| "I Can Make You a Man" (Reprise)           | "Puedo convertirte en un hombre" (Repetición) | Frank N. Furter (Janet, Transilvanos)                                     | El laboratorio                                                 |
| "Once in a While" (Escena cortada)         | "De vez en cuando"                            | Brad                                                                      | La habitación de Brad                                          |
| "Touch-a, Touch-a, Touch-a, Touch Me"      | "Toca, Toca, Toca, Tócame"                    | Janet (Columbia, Magenta, Rocky, Frank N. Furter, Brad, Riff-Raff)        | El Laboratorio, La habitación de Columbia                      |
| "Eddie"                                    | "Eddie"                                       | Dr. Scott, Columbia (Janet, Frank N. Furter, Brad, Magenta, Riff-Raff)    | Comedor, Habitación de Columbia                                |
| "Planet, Schmanet, Janet/Hot Dog"          | "Planet, schmanet, Janet/Perrito caliente"    | Frank N. Furter (Brad, Janet, Dr. Scott)                                  | Pasillos del castillos, El laboratorio                         |
| "The Floor Show"                           | "El espectáculo de cabaret"                   |                                                                           | Salón de baile del castillo/Escenario/Piscina                  |
| a. "Rose Tint My World"                    | "Pinta mi mundo de rosa"                      | Columbia, Rocky, Brad, Janet                                              | Salón de baile del castillo/Escenario/Piscina                  |
| b. "Fanfare/Don't Dream It, Be It"         | "Fanfarria/No lo sueñes, vívelo"              | Frank N. Furter (Columbia, Rocky, Brad, Janet, Dr. Scott)                 | Salón de baile del castillo/Escenario/Piscina                  |
| c. "Wild And Untamed Thing"                | "Una cosa salvaje e indómita"                 | Brad, Janet, Columbia, Rocky, Riff-Raff (Dr. Scott)                       | Salón de baile del castillo/Escenario/Piscina                  |
| "I'm Going Home"                           | "Me voy a casa"                               | Frank N. Furter                                                           | Salón de baile                                                 |
| "Superheroes"                              | "Superhéroes"                                 | Brad, Janet (Criminólogo)                                                 | Exterior del castillo, Oficina del criminólogo                 |
| "Science Fiction/Double Feature" (Reprise) | "Ciencia ficción, doble función" (Repetición) | Richard O'Brien                                                           | Créditos finales                                               |

## Rocky Horror en España
El musical The Rocky Horror Show se estrenó en la discoteca Cerebro de Madrid en septiembre de 1974, sólo un año después de su estreno mundial en Londres. La versión española, producida por Arturo González, contó con la dirección escénica de Gil Carretero y la dirección musical de Teddy Bautista, y entre los intérpretes se encontraban Raquel Blanco, Pedro Mari Sánchez y Alberto Berco. Pau Riba también participó en la gira que llevó el musical a Barcelona poco después.
La película The Rocky Horror Picture Show se estrenó en Madrid el 6 de febrero de 1978, y circuló de un cine estudio a otro, siempre en versión original. En la década de los 80 en Barcelona se proyectó en sesiones "golfas" en el cine Casablanca durante varios años.

En Madrid se proyectó entre los años 1999 y 2000 en el Mercado de Fuencarral, cosechando un gran éxito en la noche de los jueves. Dicho éxito se debía en parte a la ampliación de la performance, con animadores que amenizaban el show e invitaban al público a hacer lo mismo.

El The Rocky Horror Picture Show Unofficial Spain Fan Club organizó pases mensuales con participación desde marzo de 2007 hasta marzo de 2011 en los cines Casablanca de Barcelona. Actualmente los pases se celebran en la sala Music Hall de la misma ciudad.
La compañía The Unconventionalists estrenó el espectáculo el 9 de noviembre de 2008 en el Teatreneu de Gracia (Barcelona) y se llevó a cabo todos los domingos hasta enero del 2009. La segunda temporada inició funciones el 23 de agosto y finalizó el 8 de noviembre, siendo la última temporada definitiva del espectáculo.

La compañía y escuela de Teatro y Danza La Seducción estrenó el espectáculo el 27 de febrero de 2011 en Cinema 2000 en Granada, con gran éxito de audiencia, esperando poder llegar a un acuerdo para poder seguir realizando el espectáculo durante todo el año.

Desde 2011 la madrileña compañía Producciones Don't Dream It (Producciones DDI) realiza diferentes espectáculos distintos a partir de la película:
- The Rocky Horror LIVE Show, con banda, animadores y cantantes interpretando a los personajes de la película en directo y una narradora que va hilando el argumento entre canción y canción, equivaliendo este personaje al narrador de la película. Fue el primer Rocky Horror con música en directo desde los años 70, con un formato totalmente novedoso y original.
- The Rocky Horror Picture Show Shadowcast, el espectáculo que tiene lugar desde hace décadas en cines, teatros y salas de todo el mundo, con proyección de la película y unos actores caracterizados como los personajes, que imitan todos los movimientos que se producen en pantalla durante los números musicales. Este espectáculo se proyectó en diferentes salas de espectáculos, además de en el cine Callao, el Sol de York y La Rambleta.
- Una versión "stand-up" con música en directo y cuatro actores que alternaban la narración con las canciones.
- Una versión que reunía película y música en directo, con la proyección en pantalla hasta que, en cada canción, la película daba paso a las interpretaciones en directo.

Sing-Along, una compañía especializada en pases de cine musical con karaoke y animación, también ha proyectado de forma habitual la cinta con show previo y cantantes durante toda la proyección, contando en Madrid con la compañía Producciones DDI para ello, como en Barcelona. Ha llegado a reunir a 800 espectadores en un solo pase de la película, los más numerosos desde que se proyecta en España. 
Desde 2006 la compañía The Rocky Horror Dramakuin Show, ahora Rocky Horror Madrid, realiza una versión con participación del público. Tras varios años de decadencia en calidad y público, la compañía se disolvió y, al aparecer otra que realizaba shadowcasts, se reformó cambiando casi por completo al reparto, estrenando su versión en enero de 2015 en el Teatro del Arte, quedando estable una vez al mes.

En octubre de 2016 la compañía Rocky Horror Spain, formada por una mayoría de actores y cantantes (presentes y pasados) y liderada por uno de los cantantes y el teclista de Producciones DDI, prepara una nueva producción del musical en el Palacio de la Prensa, en la Gran Vía de Madrid. Tras realizar durante un tiempo la versión tributo del musical para no tener que pagar derechos y así poder ahorrar para realizar puntualmente el musical con derechos y contratar a un equipo de mayor calidad, el espectáculo fue evolucionando y prescindiendo de determinados actores y músicos hasta, en julio de 2018, expulsar a los antiguos responsables y quedar finalmente en manos de terceros. Scope Producciones presenta la versión oficial del Richard O’Brien’s Rocky Horror Show en el Teatro Arlequín Gran Vía de Madrid. La producción corre a cargo de diferentes compañías de servicios.

## Homenajes
En 1976, la actriz Julissa De Llano Macedo (más tarde productora y representante del grupo Timbiriche) montó la obra en México, en el Teatro Bar Salón Versalles y el Teatro Venustiano Carranza, y de la cual fue también la directora y traductora. El montaje contó con el siguiente elenco: Julissa - Chelo Derecho
Gonzalo Vega - Dr. Frankenfurter
Héctor Ortiz - Carlos Cabales 
Manuel Gurría/Luis de León - Narrador
Luis Torner - Riff Raff
Norma Lendech - Colombia
Lauro Pavón - Eddie/Dr. Carrillo
Conjunto Musical: Zig Zag
Paloma Zozaya - Usherette/Magenta
Cecil Goudie - Rocky
Coros: Aida Pierce, José Luis Acosta, Adrián Mayo, Laura Azpeitia, Leticia Pamplona y Federico Elizondo. 
En 1980, en la película Fama Ralph y Lisa van a ver la película con todos los aditamentos, lo que después provoca la salida del armario de Montgomery.
En 1983, el productor del grupo mexicano infantil La Banda Timbiriche hace homenaje a la obra, con una canción incluida en el álbum La Banda Timbiriche En Concierto. Cambiando el nombre por uno más infantil, la canción "Time Warp" fue titulada como "El Baile del Sapo", teniendo gran éxito. En 1986 la canción "El Baile del Sapo (Time Warp)" es utilizada en el homenaje de Rocky Horror, hecha por el programa de comedia más fuerte de los jóvenes en aquella época, Cachun Cachun ra ra, teniendo una audiencia increíble en el programa.
En el quinto capítulo de la segunda temporada de la serie estadounidense Glee se homenajea a este clásico con un episodio entero titulado "The Rocky Horror Glee Show", preparando algunas de las actuaciones más peculiares; una leve censura fue aplicada en algunas escenas (en "Sweet Transvenstite" la palabra "transexual" del estribillo es modificada por "sensacional", por ejemplo) y modificaron el vestuario a una versión menos provocativa. Recibió comentarios de calidad variada por parte de la crítica especializada. Erica Futterman de Rolling Stone consideró a «The Rocky Horror Glee Show» como el mejor episodio temático de Glee hasta esos momentos, mientras que Todd VanDerWerff de The A. V. Club lo describió como la peor hora que la serie ha producido. Barry Bostwick (Brad Majors) y Meat Loaf (Eddie), dos de los miembros del reparto de The Rocky Horror Picture Show, realizaron un cameo en este episodio.
En el capítulo de la segunda temporada de Caso Abierto, titulado "Criaturas de la Noche", se toman exclusivamente canciones de esta película como banda sonora para los flashbacks, y aparecen algunos actores de la película interpretando personajes del caso, como Barry Bostwick interpretando al asesino en serie Roy Anthony.
El personaje de One Piece Emporio Ivankov está inspirado en el Doctor Frank N. Furter, y sus NewKamas en los transilvanos de la película, de ahí que este personaje les llame candy-boys.
En el libro Las ventajas de ser un marginado una de las actividades favoritas del protagonista Charlie, y sus amigos, era interpretar The Rocky Horror Picture Show. También se lo representa en la película del mismo nombre.
En la serie Die Schule der Kleinen Vampire, se ve cómo se inspiraron en el personaje de Riff Raff para dibujar a Néstor, cuyo rol es el de mayordomo.
En el video musical de su segundo sencillo, "Hotel nacional" (2012), del álbum Miss Little Havana, la cantante Gloria Estefan rinde homenaje a esta película mostrando al inicio de su video, con planos idénticos, a un par de jóvenes representando a Janet Weiss y a Brad Majors, con su automóvil averiado y saliendo bajo la lluvia a buscar ayuda, muy similar a la película original.
La cadena FOX estrenó en octubre de 2016 The Rocky Horror Picture Show: Let's Do the Time Warp Again, una película televisiva musical, adaptación de la original dirigida por Kenny Ortega.